# もしかしてヴァンプ
『もしかしてヴァンプ』は橘裕による漫画作品。1991年～1998年にかけて「LaLa DX」（白泉社）に連載された。単行本全10巻。
ホラー嫌いのヒロイン谷口茉理が吸血鬼の少年穂高薫と恋に落ち様々な困難を乗り越えていくラブコメディ。
橘裕の代表作であり、この作品で独特の少女趣味的作風を確立した。

## 主な登場人物

### 人間
谷口茉理 （たにぐち まつり）
幼い頃に見た映画がトラウマとなりホラー嫌いになった女子高生。そのためその映画の吸血鬼にそっくりな穂高薫を毛嫌いしていた。薫と付き合い彼の正体を知ってからは次第にその恐怖を克服していった。
吸血鬼に好かれやすく狙われることも少なくない。勉強は今一だが運動神経は抜群で合気道、柔道、剣道の有段者。
松本和子 （まつもと かずこ）
茉理の親友。金儲けが好きで周囲の人物から悪魔と呼ばれる一方で、情に篤く理知的な面もある人物。
美里 （みさと）
茉理の親友。和子よりは良識のある人物だがアブない同人誌に熱をあげている。
八本居大介 （やもとおり だいすけ）
転校生。クリスチャンで実家の教会で祖父の代理で牧師を務めることもある。小学生の頃から薫が人間かどうか疑念を抱いていた。
武藤茜 （むとう あかね）
薫達の母方の従姉妹。幼い頃に祖父がその場しのぎで薫にさせた約束を信じて薫のことをずっと想い続けていた。
亜矢 （あや）
高岡の作品を扱う骨董店の娘。高岡に密かに思いを寄せている。
穂高統子 （ほだか とうこ）
真一の後妻で薫達の継母。兄弟の良き母であろうとしている。家族が吸血鬼であることは知らない。
沢木みなみ （さわき みなみ）
郁巳の恋人。幼い頃から病弱で、病で死にかけたところを郁巳に血を与えられ助けられた。郁巳のかつての恋人やその友人らからいじめに遇うことも多い。

### 吸血鬼
穂高一族
穂高薫 （ほだか かおる）
茉理のクラスメイトの美少年。正体は吸血鬼。茉理に好意を抱くもののいわれなく嫌われていた。交際するようになってからは彼女に対する吸血衝動と理性の間で葛藤が続いた。
幼い頃から感情を抑え品行方正につとめて生きてきたが茉理と出会ったことで人間味を手に入れていく。そのためか茉理に助平心を出して怒りを買うことも。
穂高郁巳 （ほだか いくみ）
薫の弟。兄とは対照的に明るく奔放で女好きな少年で、吸血衝動を無理に抑えようとはしない。しかし幼い頃から思いを寄せていた沢木みなみに対しては気遣いを見せる。
穂高真一 （ほだか しんいち）
薫達の父。大学教授。紳士的な人物で家族に対しても丁寧な口調で喋る。若くして死んだ弟が起こした事件が忘れられず、彼に似た薫を少し気がかりに思っている。
倉田千波 （くらた ちなみ）
薫達の従姉妹。豪快な姐御肌の女子大生で薫達のことを気にかけている。茉理にそっくりな姉悠子がいる。
穂高浩二 （ほだか こうじ）
真一の弟。椒子との仲を裂かれたことで血に狂って殺人を犯し、椒子とともに炎に焼かれて死んだ。以来彼のことは穂高一族の中でタブーとなっている。
穂高椒子 （ほだか しょうこ）
真一達の叔母だが先祖返りで吸血鬼の特性が強く表れており15歳の頃から年を取っていない。虚弱な体質で穂高の屋敷にずっと軟禁状態にされていた。

葉月一族
葉月史郎 （はづき しろう）
茉理への淡い恋心をきっかけに、吸血鬼としての自覚がない純朴な人格と欲望に忠実な吸血鬼としての人格に分かれてしまった美少年。
葉月志穂 （はづき しほ）
葉月家の四女。史郎とは双子。史郎のことをいつも第一に考え、彼のために茉理を薫から引き離そうとするも次第に打ち解けていく。
葉月逸子 （はづき いつこ）
葉月家の長女。茉理憧れの女優でもある。吸血騒動をたびたび起こしていた史郎を厄介に思い、茉理に押し付ける為に薫との仲を裂いて史郎に振り向かせようと妹達と画策する。

その他の吸血鬼
木竜忍 （きりゅう しのぶ）
純粋な吸血鬼の少女。かつて生き別れた恋人を50年待ち続けていた。
高岡煌 （たかおか こう）
陶芸家。推定でも200年以上生きている純血の吸血鬼。山に籠って暮らしていたが息子を小学校に入れるために山を下りてきた。長く生きたことで太陽光など純血の吸血鬼としての弱点を克服している。
高岡眞巳 （たかおか ひろみ）
煌の息子。母親を知らずに育ったため母親の存在を求め茉理に父と結婚するよう望む。

## この作品における吸血鬼
作中主に「吸血鬼」「ヴァンプ」と称される。「純血」と呼ばれる者は太陽光や水に弱く、不老不死で人を吸血鬼にすることができる。人間社会に溶け込むため人との婚姻を進めた一族の者にはそういった特徴は失われているが、血の交換により人をマインドコントロールすることができる。またそうした一族の中からも、まれに太陽光に弱く年を取らない先祖がえりが生まれる。

## 書籍情報

### 単行本
- 橘裕 『もしかしてヴァンプ』 白泉社〈花とゆめコミック〉、全10巻
  1. 1991年9月19日発売、ISBN 978-4-592-12567-9
  2. 1992年11月19日発売、ISBN 978-4-592-12606-5
  3. 1993年11月19日発売、ISBN 978-4-592-12644-7
  4. 1994年9月19日発売、ISBN 978-4-592-12676-8
  5. 1995年7月5日発売、ISBN 	978-4-592-12701-7
  6. 1996年3月5日発売、ISBN 	978-4-592-12731-4
  7. 1996年7月5日発売、ISBN 978-4-592-12734-5
  8. 1997年6月5日発売、ISBN 	978-4-592-12758-1
  9. 1998年4月1日発売、ISBN 978-4-592-17179-9
  10. 1998年11月5日発売、ISBN 978-4-592-17180-5

### 文庫版
- 橘裕 『もしかしてヴァンプ』 白泉社〈白泉社文庫〉、全5巻
  1. 2003年12月15日発売、ISBN 978-4-592-88331-9　-　解説：野田麻生
  2. 2004年5月14日発売、ISBN 978-4-592-88332-6　-　解説：福井健太
  3. 2004年11月12日発売、ISBN 978-4-592-88333-3　-　解説：阿智太郎
  4. 2005年3月15日発売、ISBN 978-4-592-88334-0
  5. 2005年9月15日発売、ISBN 978-4-592-88280-0